# Trivignano Udinese
Trivignano Udinese (friülà Trivignan ) és un municipi italià, dins de la província d'Udine. L'any 2007 tenia 1.703 habitants. Limita amb els municipis de Chiopris-Viscone, Manzano, Palmanova, Pavia di Udine, San Giovanni al Natisone, San Vito al Torre i Santa Maria la Longa.

## Administració
| Període | Identitat          | Partit      |
| ------- | ------------------ | ----------- |
| 2004-   | Francesco Martines | Centredreta |